# Tsinger (cràter)
Tsinger és un cràter d'impacte que es troba en latituds altes del nord de la cara oculta de la Lluna. Aquest cràter té un perímetre que és gairebé circular, a excepció d'una protuberància cap al sud-oest. Al costat de la vora exterior nord es troba el cràter satèl·lit relativament recent Tsinger I, que, juntament amb el mateix Tsinger, se superposa parcialment al cràter molt més antic Tsinger W.

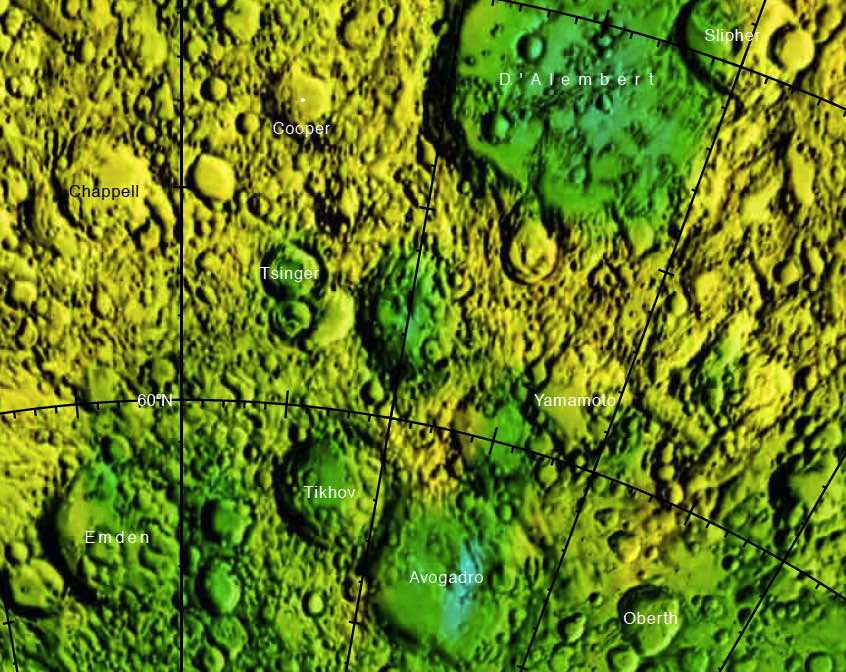
Localització de Tsinger (centre esquerra de la imatge)
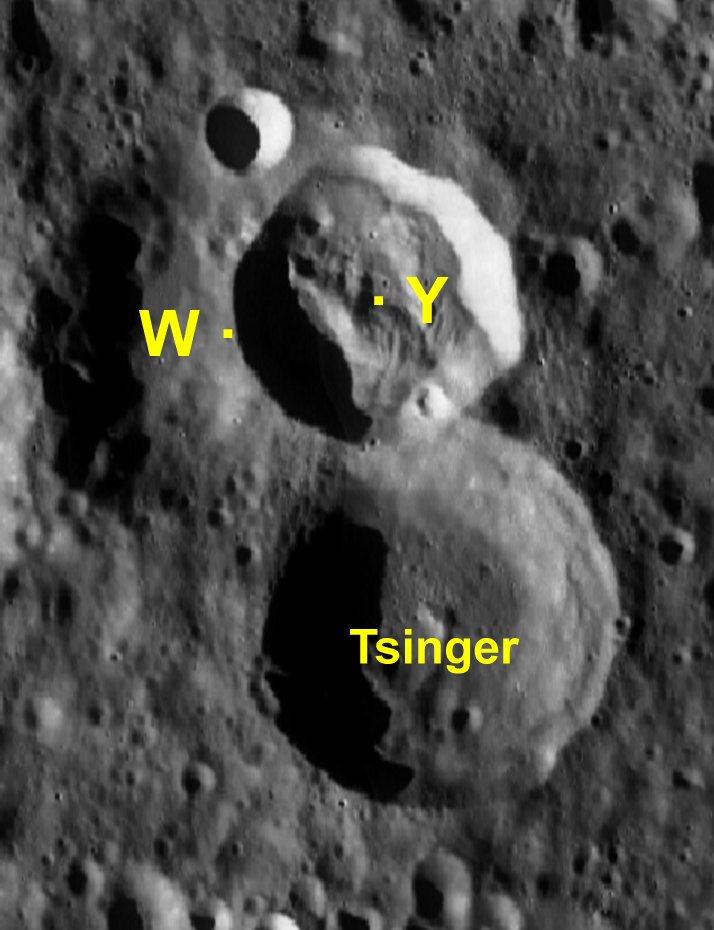
Cràters satèl·lit
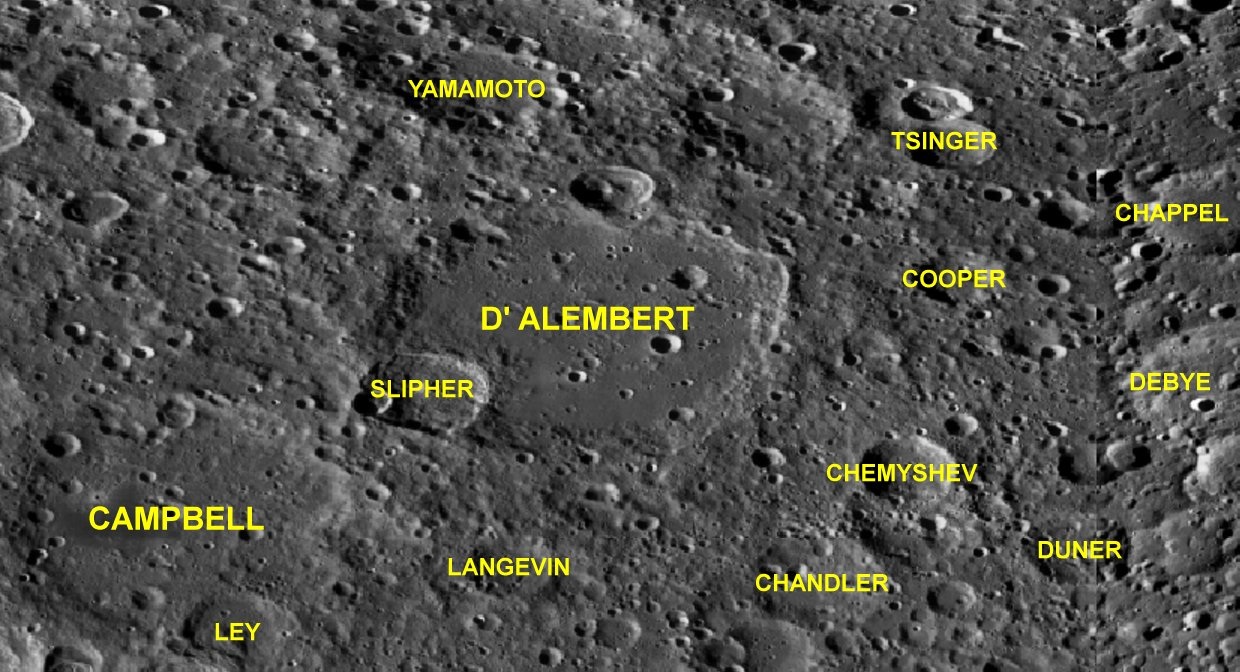
Rodalies de Tsinger

Tsinger ha escapat a l'efecte d'una erosió significativa provocada per impactes subsegüents, i el perfil de la seva vora segueix apareixent ben definida i esmolada. El sòl interior és aproximadament la meitat del diàmetre del cràter, i presenta un petit pic central en el punt mig. Les parets interiors posseeixen alguna cornisa al sud, però per la resta no tenen relativament de trets distintius.

## Cràters satèl·lit
Per convenció aquests elements són identificats en els mapes lunars posant la lletra en el costat del punt central del cràter que està més proper a Tsinger.
| Tsinger | Coordenades                            | Diàmetre |
| ------- | -------------------------------------- | -------- |
| W       | 58° 06′ N, 173° 48′ E / 58.1°N,173.8°E | 53 km    |
| Y       | 58° 06′ N, 175° 06′ E / 58.1°N,175.1°E | 31 km    |